# Tournoi des candidats

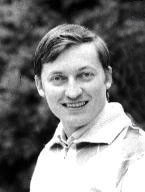
Anatoli Karpov a remporté quatre finales des candidats (1974, 1987, 1990 et 1996)

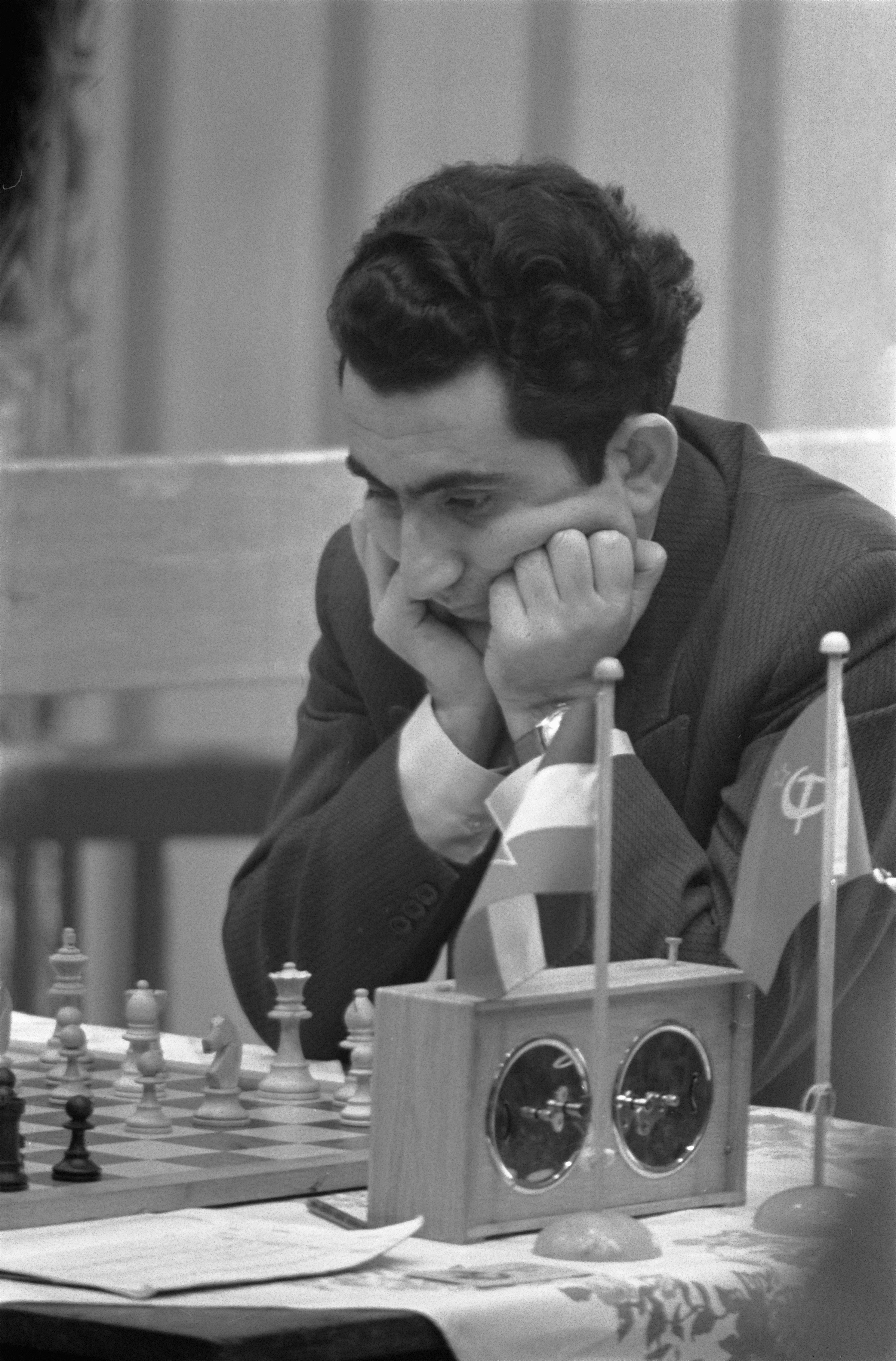
Tigran Petrossian a remporté le tournoi des candidats de 1962 sans perdre une partie.

Au jeu d'échecs, le tournoi des candidats est l'étape finale de la sélection du challengeur pour le championnat du monde d'échecs.

## Tournois interzones et cycle des candidats
Le cycle complet de sélection pour le championnat du monde d'échecs se déroule sur deux trois ans. Jusqu'en 1996, il comprenait des tournois zonaux, des tournois interzones, puis se terminait par le tournoi des candidats au championnat du monde.
Créé par la Fédération internationale des échecs (FIDE) en 1950, le tournoi des candidats sert de qualification pour le championnat du monde : le vainqueur du tournoi des candidats est désigné pour rencontrer le champion en titre en match individuel. Jusqu'en 1996, il survenait après les tournois zonaux et les tournois interzones. Les tournois « interzones » (ou « interzonaux ») sélectionnaient entre six et douze joueurs pour le tournoi des candidats. Ils ont été abandonnés en 1997, à l'occasion du championnat du monde de la Fédération internationale des échecs 1997-1998 où 97 joueurs issus des tournois zonaux ou sélectionnés par leur classement Elo ont participé au tournoi des candidats.

## Palmarès
Jusqu’en 1962, le tournoi des candidats se déroulait en tournoi toutes rondes à deux ou quatre tours, chaque joueur rencontrant tous les autres candidats deux fois ou quatre fois. Mais le grand maître américain Bobby Fischer dénonça ce système, car les joueurs soviétiques jouaient des nulles de salon entre eux pour être au meilleur de leur forme contre les non-soviétiques. De 1965 à 1984, exit le tournoi des candidats, les meilleurs joueurs mondiaux se départagèrent par des matchs à élimination directe. Le tournoi des candidats de Montpellier en 1985 fut un tournoi des candidats toutes rondes comportant 16 joueurs, dont les quatre premiers (et non le seul premier) se qualifièrent pour disputer deux matchs des candidats (demi-finale et finale), matchs à élimination directe dont le vainqueur affronta Anatoli Karpov en 1987. Depuis 2013, le tournoi des candidats est un tournoi à deux tours entre huit joueurs.

### Tournois des candidats (de 1950 à 1962 et en 1985)
| Année | Lieu(x)                  | Gagnant(s)                                       | Deuxième(s)                                   | Notes | Nombre de joueurs | Nombre de tours |
| ----- | ------------------------ | ------------------------------------------------ | --------------------------------------------- | --- | ----------------- | --------------- |
| 1950  | Budapest                 | David Bronstein                                  | Issaak Boleslavski (ex æquo)                  | Bronstein vainqueur après un match de départage (7,5-6,5) contre Boleslavski. 3e : Vassily Smyslov ; 4e Paul Keres ; 5e : Miguel Najdorf ; 6e : Alexandre Kotov                              | 10                | 2               |
| 1953  | Zurich et Neuhausen      | Vassily Smyslov                                  | David Bronstein, Paul Keres, Samuel Reshevsky | 5e-6e : Tigran Petrossian et Efim Geller 7e : Miguel Najdorf | 15                | 2               |
| 1956  | Amsterdam                | Vassily Smyslov                                  | Paul Keres                                    | 3e-7e : László Szabó, Boris Spassky, Tigran Petrossian, David Bronstein et Efim Geller. | 10                | 2               |
| 1959  | Bled, Zagreb et Belgrade | Mikhaïl Tal                                      | Paul Keres                                    | 3e : Tigran Petrossian ; 4e : Vassily Smyslov ; 5e-6e : Bobby Fischer et Svetozar Gligorić                                                                                                   | 8                 | 4               |
| 1962  | Curaçao                  | Tigran Petrossian                                | Paul Keres                                    | 3e : Efim Geller après un match de départage contre Keres 4e : Bobby Fischer ; 5e : Viktor Kortchnoï ; 6e : Pal Benko                                                                        | 8                 | 4               |
| 1985  | Montpellier              | Arthur Youssoupov Rafael Vaganian Andreï Sokolov |                                               | 4e : Jan Timman (après départage). 5e : Mikhaïl Tal 6e-7e : Boris Spassky et Aleksandr Beliavski Les quatre premiers disputèrent deux tours de matchs des candidats (à élimination directe). | 16                | 1               |

### Matchs (1950 et 1965-1993)
| Année(s)  | Lieu de la finale          | Vainqueur        | Finaliste         | Marque      | Demi-finalistes                     | Éliminés en quarts de finale                                            | Nombre de joueurs |
| --------- | -------------------------- | ---------------- | ----------------- | ----------- | ----------------------------------- | ----------------------------------------------------------------------- | ----------------- |
| 1965      | Tbilissi                   | Boris Spassky    | Mikhaïl Tal       | 7 - 4       | Bent Larsen Efim Geller             | Borislav Ivkov, Paul Keres, Lajos Portisch, Vassily Smyslov,            | 8                 |
| 1968      | Kiev                       | Boris Spassky    | Viktor Kortchnoï  | 6,5 - 3,5   | Bent Larsen Mikhaïl Tal             | Efim Geller, Svetozar Gligorić, Lajos Portisch, Samuel Reshevsky        | 8                 |
| 1971      | Buenos Aires               | Bobby Fischer    | Tigran Petrossian | 6,5 - 2,5   | Bent Larsen Viktor Kortchnoï        | Efim Geller, Robert Hübner, Mark Taïmanov, Wolfgang Uhlmann             | 8                 |
| 1974      | Moscou                     | Anatoli Karpov   | Viktor Kortchnoï  | 12,5 - 11,5 | Boris Spassky Tigran Petrossian     | Robert Byrne, Henrique Mecking, Lajos Portisch, Lev Polougaïevski       | 8                 |
| 1977-1978 | Belgrade                   | Viktor Kortchnoï | Boris Spassky     | 10,5 - 7,5  | Lev Polougaïevski Lajos Portisch    | Vlastimil Hort, Bent Larsen, Henrique Mecking, Tigran Petrossian        | 8                 |
| 1980-1981 | Merano                     | Viktor Kortchnoï | Robert Hübner     | 6,5 - 3,5   | Lev Polougaïevski Lajos Portisch    | András Adorján, Tigran Petrossian, Boris Spassky, Mikhaïl Tal           | 8                 |
| 1983-1984 | Vilnius                    | Garry Kasparov   | Vassily Smyslov   | 8,5 - 4,5   | Viktor Kortchnoï Zoltan Ribli       | Aleksandr Beliavski, Robert Hübner, Lajos Portisch, Eugenio Torre       | 8                 |
| 1985-1987 | Linares                    | Anatoli Karpov   | Andreï Sokolov    | 7,5 - 3,5   | Arthur Youssoupov                   | Rafael Vaganian Jan Timman                                              | 5                 |
| 1988-1990 | Kuala Lumpur               | Anatoli Karpov   | Jan Timman        | 6,5 - 2,5   | Arthur Youssoupov Jonathan Speelman | Jóhann Hjartarson, Lajos Portisch, Nigel Short, Kevin Spraggett         | 15                |
| 1991-1993 | San Lorenzo de El Escorial | Nigel Short      | Jan Timman        | 7,5 - 5,5   | Anatoli Karpov Arthur Youssoupov    | Viswanathan Anand, Boris Guelfand, Vassili Ivantchouk, Viktor Kortchnoï | 15                |

### Matchs (1994-2011)
| Année(s)  | Lieu         | Organisateur        | Vainqueur(s)                                                | Perdant(s)                                                | Marque                                  | Demi-finalistes                                                              | Nombre de joueurs |
| --------- | ------------ | ------------------- | ----------------------------------------------------------- | --------------------------------------------------------- | --------------------------------------- | ---------------------------------------------------------------------------- | ----------------- |
| 1994-1995 | Las Palmas   | PCA                 | Viswanathan Anand                                           | Gata Kamsky                                               | 6,5 - 4,5                               | Nigel Short Michael Adams                                                    | 8                 |
| 1994-1995 | Sanghi Nagar | FIDE                | Anatoli Karpov Gata Kamsky                                  | Boris Guelfand Valeri Salov                               | 6 - 35,5 - 1,5                          | Vladimir Kramnik, Jan Timman, Viswanathan Anand                              | 13                |
| 1997      | Groningue    | FIDE                | Viswanathan Anand                                           | Michael Adams                                             | 5 - 4                                   | Nigel Short Boris Guelfand                                                   | 97                |
| 1998      | Cazorla      | World Chess Council | Alexeï Chirov                                               | Vladimir Kramnik                                          | 5,5 - 3,5                               |                                                                              | 2                 |
| 2002      | Dortmund     | Braingames          | Peter Leko                                                  | Veselin Topalov                                           | 2,5 - 1,5                               | Alexeï Chirov Evgueni Bareïev                                                | 8                 |
| 2007      | Elista       | FIDE                | Levon Aronian Peter LekoAleksandr GrichtchoukBoris Guelfand | Alexeï ChirovEvgueni BareïevSergueï RoublevskiGata Kamsky | 3,5 - 2,5 3,5 - 1,5 5,5 - 3,5 3,5 - 1,5 | Carlsen, Gourevitch, Ponomariov, Qosimjonov, Bacrot, Malakhov, Polgar, Adams | 16                |
| 2009      | Sofia        | FIDE                | Veselin Topalov                                             | Gata Kamsky                                               | 4,5 - 2,5                               |                                                                              | 2                 |
| 2011      | Kazan        | FIDE                | Boris Guelfand                                              | Aleksandr Grichtchouk                                     | 3,5 - 2,5                               | Gata Kamsky Vladimir Kramnik                                                 | 8                 |

### Tournois des candidats depuis 2013
| Année(s)    | Lieu            | Gagnant                       | Deuxième(s)                                                   | Notes | Joueurs                        |
| ----------- | --------------- | ----------------------------- | ------------------------------------------------------------- | --- | ------------------------------ |
| 2013        | Londres         | Magnus Carlsen (8,5 / 14)     | Vladimir Kramnik (ex æquo, 8,5 / 14)                          | Carlsen vainqueur au départage (nombre de victoires)3e-4e : Levon Aronian et Peter Svidler ; 5e-6e : Aleksandr Grichtchouk et Boris Guelfand | 8 joueurs (tournois à 2 tours) |
| 2014        | Khanty-Mansiïsk | Viswanathan Anand (8,5 / 14)  | Sergueï Kariakine (7,5 / 14)                                  | 3e-5e : Vladimir Kramnik, Dmitri Andreïkine et Shakhriyar Mamedyarov 6e-7e : Peter Svidler et Levon Aronian                                  | 8 joueurs (tournois à 2 tours) |
| 2016        | Moscou          | Sergueï Kariakine (8,5 / 14)  | Fabiano Caruana Viswanathan Anand (7,5 / 14)                  | 4e-7e : Anish Giri, Peter Svidler, Levon Aronian et Hikaru Nakamura                                                                          | 8 joueurs (tournois à 2 tours) |
| 2018        | Berlin          | Fabiano Caruana (9 / 14)      | Sergueï Kariakine Shakhriyar Mamedyarov (8 / 14)              | 4e : Ding Liren ; 5e-6e : Aleksandr Grichtchouk et Vladimir Kramnik 7e : Wesley So ; 8e : Levon Aronian                                      | 8 joueurs (tournois à 2 tours) |
| 2020 - 2021 | Iekaterinbourg  | Ian Nepomniachtchi (8,5 / 14) | Maxime Vachier-Lagrave (8 / 14)                               | 3e-4e : Anish Giri et Fabiano Caruana 5e-6e : Ding Liren et Aleksandr Gricktchouk 7e : Kirill Alekseïenko ; 8e : Wang Hao                    | 8 joueurs (tournois à 2 tours) |
| 2022        | Madrid          | Ian Nepomniachtchi (9,5 / 14) | Ding Liren (8 / 14)                                           | 3e-4e : Hikaru Nakamura et Teimour Radjabov 5e : Fabiano Caruana ; 6e : Alireza Firouzja 7e-8e : Jan-Krzysztof Duda et Richárd Rapport       | 8 joueurs (tournois à 2 tours) |
| 2024        | Toronto         | Dommaraju Gukesh (9 / 14)     | Hikaru Nakamura Ian Nepomniachtchi Fabiano Caruana (8,5 / 14) | 5e : Rameshbabu Praggnanandhaa 6e : Vidit Santosh Gujrathi 7e : Alireza Firouzja ; 8e : Nidjat Abassov                                       | 8 joueurs (tournois à 2 tours) |

### Liste des participants aux tournois des candidats depuis 2011
Participants aux tournois des candidats en 2011 (tournoi à élimination directe) et depuis 2013 (tournois à deux tours), classés par nombre de participations :
Cinq participations
- Aronian (en 2011, 2013 (3e-4e), 2014, 2016 et 2018)
- Caruana (en 2016, 2018 (1er), 2020, 2022 et 2024)

Quatre participations
- Kramnik (en 2011, 2013 (2e), 2014 et 2018)
- Grichtchouk (en 2011 (finaliste), 2013, 2018 et 2020)

Trois participations
- Svidler (en 2013 (3e-4e), 2014 et 2016)
- Topalov (en 2011 (5e-8e), 2014 et 2016)
- Mameydyarov (en 2011, 2014 et 2018 (2e-3e))
- Radjabov (en 2011, 2013 et 2022 (3e-4e))
- Kariakine (en 2014, 2016 (1er) et 2018)
- Nakamura  (en 2016 (4e-7e), 2022 (3e-4e) et 2024 (2e-4e))
- Ding Liren (en 2018, 2020 et 2e en 2022)
- Nepomniachtchi (en 2020-21 (1er), 2022 (1er) et 2024)

Deux participations
- Guelfand (en 2011 (1er) et 2013)
- Anand (en 2014 (1er) et 2016)
- Giri (en 2016 et 2020-21 (3e-4e))
- Firouzja (en 2022 et 2024)

Une seule participation
- Kamsky (demi-finaliste en 2011),
- Carlsen (1er en 2013), Ivantchouk (7e en 2013),
- Andreïkine (3e-5e en 2014),
- So (7e en 2018),
- une participation en 2020-2021 : Vachier-Lagrave (2e), Wang Hao (8e), Alekseïenko (7e)
- une participation en 2022 : Duda et Rapport
- une participation en 2024 : Abassov (8e), Gukesh (1er), Praggnanandhaa (5e) et Vidit (6e)

## Tournois des candidats de 1950 à 1962

### Budapest 1950: Bronstein
Max Euwe, Samuel Reshevsky et Reuben Fine étaient absents du premier tournoi des candidats disputé à Budapest : Euwe était pris par ses obligations professionnelles (il était professeur de mathématiques), Fine avait commencé à se retirer des compétitions (il n'y avait pas d'aides financières pour aider les joueurs américains lors de leurs voyages en Europe) et Reshevsky n'avait pas reçu l'autorisation du département d'État pour se rendre en Hongrie ou, selon ses déclarations, n'avait pas envie de se rendre en Hongrie.
En leur absence, les quatre premières places furent prises par des joueurs soviétiques.
- 1er-2e : Bronstein et Boleslavski : 12 / 18
- 3e : Smyslov : 10 / 18
- 4e : Kéres : 9,5 / 18
- 5e : Najdorf : 9 / 18
- 6e : Kotov : 8,5 / 18
- 7e : Stahlberg : 8 / 18
- 8e-10e : Flohr, Lilienthal, Szabó : 7 / 18

Match de départage pour la première place : Bronstein bat Boleslavski : 7,5–6,5

### Neuhausen-Zurich 1953: Smyslov
Ce tournoi donna lieu à l'un des ouvrages les plus connus de la littérature échiquéenne, L'Art du combat aux échecs. Le tournoi des candidats de Zurich 1953, éd. Payot, par David Bronstein.

### Bled-Zagreb-Belgrade 1959: Tal
Le tournoi des candidats 1959 avait quatre tours : chaque joueur affrontait les autres candidats quatre fois.
- 1er : Tal : 20 / 28
- 2e : Kéres : 18,5 / 28
- 3e : Petrossian : 15,5 / 28
- 4e : Smyslov : 15 / 28
- 5e-6e : Fischer et Gligoric : 12,5 / 28
- 7e : Olafsson : 10 / 28
- 8e : Benko : 8 / 28

### Curaçao 1962: Petrossian
Le tournoi des candidats 1962 avait quatre tours : chaque joueur affrontait les autres candidats quatre fois. Tal abandonna avant le quatrième tour (donc après 21 parties). Les trois premiers joueurs (soviétiques) annulèrent toutes les parties qui les opposaient (douze parties au total).
- 1er : Petrossian : 17,5 / 27
- 2e-3e : Kéres et Geller : 17 / 27

Lors du match de départage pour la deuxième place, Kéres battit Geller 4,5–3,5.
- 4e : Fischer : 14 / 27
- 5e : Kortchnoï : 13,5 / 27
- 6e : Benko : 12 / 27
- 7e : Tal : 7 / 21
- 8e : Filip : 7 / 27

## Matchs des candidats de 1965 à 1993

### 1965: Spassky
Quarts de finale
- À Moscou : Efim Geller - Vassily Smyslov 5,5-2,5
- À Riga : Boris Spassky - Paul Keres 6 - 4
- À Bled : Mikhaïl Tal - Lajos Portisch 5,5-2,5
- À Bled : Bent Larsen - Borislav Ivkov 5,5-2,5

Demi-finale
- À Riga : Boris Spassky - Efim Geller 5,5-2,5
- À Bled : Mikhail Tal - Bent Larsen 5,5-4,5

Finale
À Tbilissi : Boris Spassky bat Mikhail Tal 7 - 4
Match pour la troisième place
À Copenhague, en 1966, Larsen battit Geller : 5 – 4.

### 1968: Spassky
Quarts de finale
- À Poreč : Bent Larsen - Lajos Portisch 5,5-2,5
- À Soukhoumi : Boris Spassky - Efim Geller 5,5-2,5
- À Amsterdam : Viktor Kortchnoï - Samuel Reshevsky 5,5-2,5
- À Belgrade : Mikhaïl Tal - Svetozar Gligorić 5,5-2,5

Demi-finales
- À Malmö : Boris Spassky - Bent Larsen 5,5-2,5
- À Moscou : Viktor Kortchnoï - Mikhail Tal 5,5-4,5

Finale
À Kiev : Boris Spassky bat Viktor Kortchnoï 6,5-3,5
Match pour la troisième place
À Eersel, en 1969, Larsen battit Tal : 5,5 – 2,5.

### 1971: Fischer
Quarts de finale
- À Las Palmas : Bent Larsen - Wolfgang Uhlmann 5,5-3,5
- À Vancouver : Bobby Fischer - Mark Taïmanov 6 - 0
- À Moscou : Viktor Kortchnoï - Efim Geller 5,5-2,5
- À Séville : Tigran Petrossian - Robert Hübner 4 - 3 (abandon)

Demi-finales
- À Denver : Bobby Fischer - Bent Larsen 6 - 0
- À Moscou : Tigran Petrossian - Viktor Kortchnoï 5,5-4,5

Finale
À Buenos Aires : Bobby Fischer bat Tigran Petrossian 6,5-2,5.
Lors de la finale, Petrossian utilisa une nouveauté (11... d5 !) dans la première partie du match. Cette nouveauté lui avait été fournie par le théoricien Viatcheslav Tchebanenko (1942-1997). Cependant Fischer réussit à remporter la première partie.

### 1974: Karpov
Quarts de finale
- À San Juan : Boris Spassky - Robert Byrne 4,5-1,5
- À Moscou : Anatoli Karpov - Lev Polougaïevski 5,5-2,5
- À Augusta : Viktor Kortchnoï - Henrique Mecking 7,5-5,5
- À Palma de Majorque : Tigran Petrossian - Lajos Portisch 7 - 6

Demi-finales
- À Odessa : Viktor Kortchnoï - Tigran Petrossian 3,5-1,5 (Abandon)
- À Léningrad : Anatoli Karpov - Boris Spassky 7 - 4

Finale
Elle a lieu à Moscou en septembre-octobre - le vainqueur étant, soit le premier à obtenir 5 victoires, soit le gagnant après 24 parties maximum. Le match va jusqu'à la limite de 24 parties. Anatoli Karpov bat Viktor Kortchnoï 12,5 à 11,5, Karpov obtenant 3 victoires contre 2 à Kortchnoï et 19 nulles.
Fischer étant déchu de son titre (par forfait), Karpov est désigné comme champion du monde 1975 par la FIDE.

### 1977-1978: Kortchnoï
Quarts de finale
- À Reykjavik : Boris Spassky - Vlastimil Hort 8,5-7,5
- À Lucerne : Henrique Mecking - Lev Polougaïevski 5,5-6,5
- À Il Ciocco : Viktor Kortchnoï - Tigran Petrossian 6,5-5,5
- À Rotterdam : Bent Larsen - Lajos Portisch 3,5-6,5

Demi-finales
- À Évian : Viktor Kortchnoï - Lev Polougaïevski 8,5-4,5
- A Genève : Boris Spassky - Lajos Portisch 8,5-6,5

Finale (1977-1978)
À Belgrade : Viktor Kortchnoï bat Boris Spassky 10,5-7,5

### 1980-1981: Kortchnoï
Quarts de finale
- À Bad Lauterberg : Robert Hübner - András Adorján 6,5-5,5
- À Mexico : Lajos Portisch - Boris Spassky 7-7 (départage Portisch)
- À Velden : Viktor Kortchnoï - Tigran Petrossian 5,5-3,5
- À Alma Ata : Lev Polougaïevski - Mikhaïl Tal 5,5-3,5

Demi-finales
- À Buenos Aires : Viktor Kortchnoï - Lev Polougaïevski 7,5-6,5
- À Abano Terme : Robert Hübner - Lajos Portisch 6,5-4,5

Finale
À Merano (décembre 1980-janvier 1981) : Viktor Kortchnoï bat Robert Hübner 6,5-3,5.
Hûbner abandonna le match alors que les parties neuf et dix n'étaient pas terminées et que le score était de 4,5 à 3,5.

### 1983-1984: Kasparov
Quarts de finale
- À Velden : Robert Hübner - Vassily Smyslov 7-7 (Smyslov fut qualifié par tirage au sort à la roulette[4].)
- À Moscou : Aleksandr Beliavski - Garry Kasparov 3-5
- À Bad Kissingen : Viktor Kortchnoï - Lajos Portisch 6-3
- À Alicante : Zoltán Ribli - Eugenio Torre 6-4

Demi-finales
- À Londres : Viktor Kortchnoï - Garry Kasparov 4-7
- À Londres : Vasily Smyslov - Zoltán Ribli 6,5-4,5

Finale (1984)
À Vilnius : Garry Kasparov bat Vasily Smyslov 8,5-4,5

### 1985-1987: Karpov
La FIDE a confié l'organisation d'un tournoi à 16 joueurs au Cercle Alekhine de Montpellier, pour désigner quatre joueurs qui doivent disputer deux tours de matchs afin de désigner un candidat qui rencontrera le perdant du championnat du monde 1985 (Anatoli Karpov).

#### Montpellier 1985: Youssoupov, Vaganian et Sokolov
Montpellier 1985 est l'ultime tournoi des candidats du XXe siècle qui est un tournoi toutes rondes. Il réunit seize grands maîtres.
- 1er-3e : Arthur Youssoupov, Rafael Vaganian et Andreï Sokolov : 9 / 15
- 4e-5e : Jan Timman (4e après départage) et Mikhaïl Tal (5e) : 8,5 / 15
- 6e-7e : Boris Spassky et Alexandre Beliavski : 8 / 15
- 8e-9e : Vassily Smyslov et Alexandre Tchernine : 7,5 / 15
- 10e-12e : Yasser Seirawan, Nigel Short et Lajos Portisch : 7 / 15
- 13e-14e : Viktor Kortchnoï et Zoltan Ribli : 6,5 / 15
- 15e : Jesus Nogueiras : 6 / 15
- 16e : Kevin Spraggett : 5 / 15

À Montpellier, trois joueurs Arthur Youssoupov, Rafael Vaganian et Andreï Sokolov finirent 1er-3e avec 9 / 15, suivis de Jan Timman et Mikhaïl Tal, 4e-5e ex æquo, tous les deux avec 8,5/15 durent se départager lors d'un mini-match.
Le match se termina par l'égalité 3 – 3. C’est Timman qui se qualifia car il avait un plus grand nombre de victoires dans le tournoi.
Les quatre premiers (Sokolov, Vaganian, Youssoupov et Timman) sont — c'est aussi une nouveauté de la FIDE — qualifiés pour des matchs ultérieurs de sélection.

#### Matchs des candidats de 1986-1987
Demi-finales (1986)
- À Minsk : Rafael Vaganian - Andreï Sokolov 2-6
- À Tilbourg : Arthur Youssoupov - Jan Timman 6-3

Finale (1986)
- À Riga : Andrei Sokolov - Arthur Youssoupov 7,5-6,5

Super-finale (1987)
À Linares : Anatoli Karpov bat Andrei Sokolov 7,5-3,5

### 1988-1990: Karpov
La FIDE organise sept huitièmes de finale, et l’ex-champion du monde Anatoli Karpov est qualifié directement pour les quarts.
Huitièmes de finale (1988)
Ils furent tous disputés à Saint-Jean (Nouveau-Brunswick).
- Kevin Spraggett - Andreï Sokolov 6,5-5,5 (après parties rapides, 3-3 après le tournoi à cadence normale)
- Jóhann Hjartarson - Viktor Kortchnoï 4,5-3,5 (après parties rapides, 3-3 après le tournoi à cadence normale)
- Rafael Vaganian - Lajos Portisch 2,5-3,5
- Jan Timman - Valeri Salov 3,5-2,5
- Arthur Youssoupov - Jaan Ehlvest 3,5-1,5
- Nigel Short - Gyula Sax 3,5-1,5
- Jonathan Speelman - Yasser Seirawan 4-1

Quarts de finale (1988-1989)
En 1988
- À Londres : Nigel Short - Jonathan Speelman 1,5-3,5

En 1989,
- À Seattle : Anatoli Karpov - Johann Hjartarson 3,5-1,5
- À Anvers : Jan Timman - Lajos Portisch 3,5-2,5
- À Québec : Arthur Youssoupov - Kevin Spraggett 5-4

Demi-finales (1989)
- À Londres : Anatoli Karpov - Arthur Youssoupov 4,5-3,5
- À Londres : Jonathan Speelman - Jan Timman 3,5-4,5

Finale (1990)
À Kuala Lumpur : Anatoli Karpov bat Jan Timman 6,5-2,5

### 1991-1993: Short
La FIDE donne à Anatoli Karpov le privilège d’entrer en Quarts de finale.
Huitièmes de finale (1991)
- À Londres : Nigel Short - Jonathan Speelman : 5,5-4,5 (après parties rapides, 4-4 après les parties classiques)
- À Sarajevo : Boris Guelfand - Predrag Nikolić : 5,5-4,5 (après parties rapides, 4-4 après les parties classiques)
- À Madras : Viswanathan Anand - Alekseï Dreïev : 4,5-1,5
- À Sarajevo : Jan Timman - Robert Hübner : 4,5-2,5
- À Wijk aan Zee : Viktor Kortchnoï - Gyula Sax : 5,5-4,5 (après parties rapides, 4-4 après les parties classiques)
- À Wijk aan Zee : Arthur Youssoupov - Sergueï Dolmatov : 6,5-5,5 (après parties rapides, 4-4 après les parties classiques)
- À Riga : Vassili Ivantchouk - Leonid Youdassine : 4,5-0,5

Quarts de finale (1991)
Ils eurent tous lieu à Bruxelles.
- Nigel Short bat Boris Guelfand : 5-3
- Anatoli Karpov bat Viswanathan Anand : 4,5-3,5
- Jan Timman bat Viktor Kortchnoï : 4,5-2,5
- Arthur Youssoupov bat Vassili Ivantchouk : 5,5-4,5 (après parties rapides, 4-4 après les parties classiques)

Demi-finales (1992)
- À Linares : Nigel Short bat Anatoli Karpov : 6-4
- À Linares : Jan Timman bat Arthur Youssoupov : 6-4

Finale (1993)
À San Lorenzo de El Escorial : Nigel Short bat Jan Timman 7,5-5,5

## Matchs des candidats de 1994 à 2011

### Scission (1993-2005)
En 1993, un schisme eut lieu entre la Fédération internationale des échecs (FIDE) et la Professional Chess Association quant au mode de désignation du champion du monde, ce qui aboutit à une situation où l'on se retrouvait avec deux champions du monde : un champion FIDE, et en parallèle, un champion du monde dit « classique » désigné par la PCA.
Entre 1999 et 2005, le tournoi des candidats de la FIDE fut supprimé, le champion du monde étant désigné par un tournoi à élimination directe de 100 ou 128 joueurs.
En 2002, la société Braingames, qui sponsorisait le championnat du monde dit « classique », désigna le challengeur de Vladimir Kramnik en choisissant le vainqueur du tournoi de Dortmund 2002 : Péter Lékó.
Ce dernier rencontra Kramnik en 2005 pour le titre et « perdit » 7-7 (en cas d’égalité, le champion gardait son titre).

#### 1994-1995 (FIDE): Karpov et Kamsky
En 1994, la FIDE modifie les règles.
Après la sortie de la FIDE de Kasparov, Karpov est champion du monde FIDE « officiel ». Le champion sortant entre en demi-finale du tournoi des candidats.
Huitièmes de finale (1994)
Les huitièmes de finale se déroulèrent à Wijk aan Zee. Matchs en huit parties
- Michael Adams - Boris Guelfand 3-5
- Valeri Salov - Aleksandr Khalifman 5-1
- Jan Timman - Joël Lautier 4,5-3,5
- Arthur Youssoupov - Viswanathan Anand 2,5-4,5
- Paul van der Sterren - Gata Kamsky 2,5-4,5
- Leonid Youdassine - Vladimir Kramnik 2,5-4,5

Quarts de finale (1994)
Les quarts de finale furent disputés à Sanghi Nagar. Matchs en huit parties.
- Vladimir Kramnik - Boris Guelfand 3,5-4,5
- Valeri Salov - Jan Timman 4,5-3,5
- Viswanathan Anand - Gata Kamsky 4-6 (après parties rapides, 4-4 après les parties lentes)

Demi-finales (1995)
Les demi-finales eurent aussi lieu à Sanghi Nagar. Matchs en dix parties.
- Anatoli Karpov - Boris Guelfand 6-3
- Valeri Salov - Gata Kamsky 1,5-5,5

Finale (Championnat du monde FIDE 1996)
À Elista : Anatoli Karpov bat Gata Kamsky 10,5-7,5

#### 1994-1995 (PCA): Anand
L’organisation concurrente à la FIDE, la Professional Chess Association (PCA), conduite par Garry Kasparov, organise en parallèle son propre tournoi des candidats en 1994. En 1993 est organisé un grand tournoi où les 7 premiers étaient qualifiés pour le tournoi des candidats, avec le vice-champion du monde PCA, Nigel Short.
Quarts de finale (1994)
Tous se jouèrent à New York.
- Michael Adams - Sergei Tiviakov 7,5-6,5 (après parties rapides, 4-4 après les parties lentes)
- Nigel Short - Boris Goulko 6,5-5,5 (après parties rapides, 4-4 après les parties lentes)
- Gata Kamsky - Vladimir Kramnik 4,5-1,5
- Oleg Romanichine - Viswanathan Anand 2-5

Demi-finales (1994)
- À Linares : Gata Kamsky - Nigel Short 5,5-1,5
- À Linares : Michael Adams - Viswanathan Anand 1,5-5,5

Finale (1995)
À Las Palmas : Viswanathan Anand bat Gata Kamsky : 6,5-4,5

#### Groningue 1997 (FIDE): Anand
En 1997, le champion du monde FIDE, Anatoli Karpov, était qualifié directement pour la finale à Lausanne.

Le vainqueur du tournoi à élimination directe de Groningue, disputé en 1997, Viswanathan Anand rencontrait Karpov lors de la super-finale en janvier 1998.

#### Cazorla 1998 (World Chess Council): Chirov
En 1998, le World Chess Council organisa un match des candidats.
À Cazorla : Alexeï Chirov bat Vladimir Kramnik : 5,5-3,5.
Le championnat du monde entre Kasparov et Chirov, prévu en 1999, n'eut pas lieu.

#### Dortmund 2002 (Braingames): Leko
En 2002 le sponsor Braingames organise la désignation du challengeur du champion du monde classique Vladimir Kramnik. Le tournoi a lieu à Dortmund, en deux groupes de quatre, les deux premiers étant qualifiés pour les demi-finales.
Demi-finales
- Péter Lékó - Alexeï Chirov 2,5-0,5
- Ievgueni Bareïev - Veselin Topalov 2,5-3,5 (après parties rapides, 2-2 après le tournoi)

Finale
Péter Lékó bat Veselin Topalov 2,5-1,5

### Depuis la réunification (2006)

#### Elista 2007: Aronian, Lékó, Grichtchouk et Guelfand
En 2006, la FIDE renoua avec la tradition en recréant un tournoi des candidats qui désignait quatre des participants au prochain championnat du monde, auquel s’ajoutaient les quatre premiers du Championnat du monde de la Fédération internationale des échecs 2005.
En mai-juin 2007, à Elista, la FIDE organise un tournoi des candidats pour la qualification au championnat du monde de septembre 2007.
Les matchs des candidats se déroulent en 6 parties. En cas de match nul, les joueurs disputent 4 parties rapides de départage.
Premier tour
- Levon Aronian - Magnus Carlsen : 3-3 (2 victoires d'Aronian, 2 nulles et 2 victoires de Carlsen), 2-2 en départages rapides (1 victoires d'Aronian, 2 nulles, 1 victoire de Carlsen), puis 2 - 0 pour Aronian en blitz
- Péter Lékó - Mikhail Gourevitch : 3.5-0.5 (3 victoires de Leko, 1 nulle)
- Ruslan Ponomariov - Sergueï Roublevski : 2.5-3.5 (5 nulles, 1 victoire de Rublevsky)
- Boris Guelfand - Rustam Qosimjonov : 3-3 (6 nulles), 2.5-0.5 aux départages (2 victoires de Guelfand, 1 nulle)
- Étienne Bacrot - Gata Kamsky : 0.5-3.5 (1 nulle, 3 victoires de Kamsky)
- Aleksandr Grichtchouk - Vladimir Malakhov : 3.5-1.5 (2 victoires de Grischuk, 3 nulles)
- Judit Polgár - Ievgueni Bareïev : 2.5-3.5 (1 victoire de Polgar, 3 nulles, 2 victoires de Bareev)
- Alexeï Chirov - Michael Adams : 3-3 (1 victoire de Shirov, 4 nulles, 1 victoire d'Adams), 2.5-0.5 aux départages (2 victoires de Shirov, 1 nulle)

Second tour
- Levon Aronian bat Alexeï Chirov : 3.5 - 2.5
- Péter Lékó bat Ievgueni Bareïev : 3.5 -1.5
- Aleksandr Grichtchouk bat Sergueï Roublevski : 5.5 - 3.5 (départage en parties rapides, 3-3 après le match)
- Boris Guelfand bat Gata Kamsky : 1.5 - 3.5

Les quatre vainqueurs de ces matchs candidats rejoignent les quatre premiers du championnat du monde FIDE de 2005 (Topalov étant remplacé par Kramnik) lors du championnat du monde 2007 à Mexico.
Aronian, Lékó, Grichtchouk et Guelfand rejoignent donc Anand, Kramnik, Svidler et Morozevitch pour le championnat du monde 2007 à Mexico.

#### Sofia 2009 (match): Topalov
Kamsky, qui avait remporté la Coupe du monde 2007, affronta en 2009, le perdant du championnat du monde d'échecs 2006, Veselin Topalov.
À Sofia, Topalov bat Kamsky : 4,5-2,5.

#### Kazan 2011 (matchs des candidats): Guelfand
Quarts de finale
- Gata Kamsky - Veselin Topalov : 2,5 - 1,5
- Boris Guelfand - Shakhriyar Mamedyarov : 2,5 - 1,5
- Aleksandr Grichtchouk - Levon Aronian : 2 - 2 (2,5 - 1,5 au départage rapide)
- Vladimir Kramnik - Teimour Radjabov : 2 - 2 (2-2 et 3-1 aux départage rapide et blitz)

Demi-finales
- Boris Guelfand - Gata Kamsky : 2 - 2 (4-2 aux départages rapide et blitz)
- Aleksandr Grichtchouk - Vladimir Kramnik : 2 - 2 (3,5-1,5 aux départages rapide et blitz)

Finale
- Boris Guelfand bat Aleksandr Grichtchouk : 3,5 - 2,5 (+1 =5)

## Tournois des candidats depuis 2013

### Londres 2013: Carlsen
En février 2012, la fédération internationale des échecs annonçait que le tournoi des candidats pour le championnat du monde de 2013 se tiendrait à Londres. Initialement prévu du 23 octobre au 13 novembre 2012, le tournoi est reporté à mars 2013 lors d'une annonce faite un mois après.
Sont qualifiés pour disputer un tournoi à deux tours :
– le perdant du championnat du monde d'échecs 2012 (Boris Guelfand) ;
– trois joueurs sélectionnés pour leur classement Elo : Magnus Carlsen, Levon Aronian et Vladimir Kramnik ;
– les trois premiers de la Coupe du monde d'échecs 2011 : Peter Svidler, Aleksandr Grichtchouk et Vassili Ivantchouk ;
– ainsi que Teimour Radjabov, sélectionné par l'organisateur du tournoi grâce à son classement Elo.
Le tournoi est remporté par Magnus Carlsen devant Vladimir Kramnik grâce à un plus grand nombre de victoires (ou, ce qui revient au même à un plus grand nombre de défaites ou grâce à un plus petit nombre de parties nulles).
- 1er : Carlsen : 8,5 / 14 (+5 −2 =7)
- 2e : Kramnik : 8,5 / 14 (+4 −1 =9)
- 3e-4e : Svidler (+4 −2 =8) et Aronian (+5 −3 =6) : 8 / 14
- 5e-6e : Grichtchouk (+1 −2 =11) et Guelfand (+2 −3 =9) : 6,5 / 14
- 7e : Ivantchouk : 6 / 14 (+3 −5 =6)
- 8e : Radjabov : 4 / 14 (+1 −7 =6)

### Khanty-Mansiïsk 2014: Anand
Le tournoi des candidats de 2014 a lieu du 11 mars au 1er avril à Khanty-Mansiïsk.
- 1er : Viswanathan Anand : 8,5 / 14 (+3 =11)
- 2e : Sergueï Kariakine : 7,5 / 14 (+3 −2 =9)
- 3e-5e : Vladimir Kramnik, Shakhriyar Mamedyarov et Andreïkine : 7 / 14
- 6e-7e : Peter Svidler et Levon Aronian : 6,5 / 14
- 8e : Veselin Topalov : 6 / 14

### Moscou 2016: Kariakine
Le tournoi des candidats a lieu à Moscou du 10 au 30 mars 2016.
- 1er : Sergueï Kariakine : 8,5 / 14 (+4 −1 =9)
- 2e-3e : Fabiano Caruana et Viswanathan Anand : 7,5 / 14
- 4e-7e : Anish Giri, Peter Svidler, Levon Aronian et Hikaru Nakamura : 7 / 14
- 8e : Veselin Topalov : 4,5 / 14 (−5 =9)

### Berlin 2018: Caruana
Le tournoi des candidats de 2018 a lieu du 10 au 28 mars 2018 à Berlin.
- 1er : Fabiano Caruana : 9 / 14 (+5 -1 =8)
- 2e-3e : Shakhriyar Mamedyarov (+3 -1 =10) et Sergueï Kariakine (+ 4 -2 =8) : 8 / 14
- 4e : Ding Liren : 7,5 / 14 (+1 =13)
- 5e-6e : Vladimir Kramnik (+3 -4 =7) et Aleksandr Grichtchouk (+2 -3 =9) : 6,5 / 14
- 7e : Wesley So : 6 / 14 (+1 -3 =10)
- 8e : Levon Aronian : 4,5 / 14 (+1 -6 =7)

### Iekaterinbourg 2020-2021: Nepomniachtchi
Le tournoi des candidats de 2020 devait se tenir du 15 mars au 5 avril 2020 à Iekaterinbourg. Commencé à la date prévue, il est interrompu le 25 mars, après la septième ronde, en raison de la pandémie de Covid-19. Il reprend finalement du 19 avril 2021 au 27 avril.
Ian Nepomniachtchi remporte le tournoi des candidats une ronde avant la fin.
- 1er : Ian Nepomniachtchi : 8,5 / 14 (+5 −2 =7)
- 2e : Maxime Vachier-Lagrave : 8 / 14 (+4 −2 =8)
- 3e-4e : Anish Giri (+4 −3 =7) et Fabiano Caruana (+3 −2 =9) : 7,5 / 14
- 5e-6e : Ding Liren (+4 −4 =6) et Aleksandr Grichtchouk (+2 −2 =10) : 7 / 14
- 7e : Kirill Alekseïenko : 5,5 / 14 (+2 −5 =7)
- 8e : Wang Hao : 5 / 14 (+1 −5 =8)

### Madrid 2022
Le 8 décembre 2021, le président de la FIDE, Arkadi Dvorkovitch, annonce que le prochain tournoi des candidats se tiendra à l'été 2022, le championnat du monde se déroulant au début de 2023. Le tournoi des candidats est organisé à Madrid du 16 juin au 5 juillet 2022.
Ian Nepomniachtchi remporte le tournoi des candidats une ronde avant la fin.
- 1er : Ian Nepomniachtchi : 9,5 / 14 (+5, =9) ;
- 2e : Ding Liren 8 / 14 (+ 4, −2, =8) ;
- 3e-4e : Hikaru Nakamura (+ 4, −3, =7) et Teimour Radjabov (+ 3, −2, =9) : 7,5 / 14
- 5e : Fabiano Caruana : 6,5 / 14 (+ 3, −4, =7) ;
- 6e : Alireza Firouzja : 6 / 14 (+ 2, −4, =8) ;
- 7e-8e : Jan-Krzysztof Duda et Richárd Rapport : 5,5 / 14 (+ 1, −4, =9).

### Toronto 2024
Le tournoi des candidats est organisé à Toronto du 4 au 22 avril 2024.
- 1er :  Dommaraju Gukesh : 9 / 14 (+5 −1 =8)
- 2e-4e : Hikaru Nakamura (+5 −2 =7), Ian Nepomniachtchi (+3, −0, =11), Fabiano Caruana (+4 −1 =9) : 8,5 / 14
- 5e : Rameshbabu Praggnanandhaa : 7 / 14 (+3 −3 =8)
- 6e : Vidit Santosh Gujrathi : 6 / 14 (+3 −5 =6)
- 7e : Alireza Firouzja ; 5 / 14 (+2 −6 =6)
- 8e : Nidjat Abassov : 3,5 / 14  (+0, −7, =7)